# 長野県屋代南高等学校
長野県屋代南高等学校（ながのけん やしろみなみこうとうがっこう）は、長野県千曲市大字屋代にある公立高等学校。略称は「屋南」（やなみ）。

## 概要
文化祭は「桜苑祭」といい、近年一般公開されるようになった。その名称は校章に由来する。
2008年度に多部制・単位制高等学校に転換予定だったが凍結された。
当初は隣接する坂城町の坂城高校が転換候補に挙がったが、千曲市には普通科高校として屋代高校が所在すること及び第1通学区として設置するに当たり長野市以北からの利便性を考慮すべきとの議論から当校に内定。しかし2006年9月県教委が多部制・単位制転換を凍結する方針を打ち出した。

## 沿革
- 1909年4月1日 - 長野県組合立埴科農蚕学校として開校。
- 1920年4月1日 - 埴科農蚕学校女子部を廃止し、長野県埴科実科高等女学校を設置。
- 1925年4月1日 - 長野県埴科農蚕学校を長野県埴科実業学校に改称。
- 1930年4月1日 - 長野県埴科実科高等女学校を廃止し、長野県屋代高等女学校を設置。
- 1932年4月1日 - 長野県埴科実業学校を廃止。
- 1948年4月1日 - 学制改革により、長野県屋代南高等学校となる。
- 1977年4月1日 - 男女共学を実施。新校歌制定。
- 2005年4月1日 - 被服科をライフデザイン科に改組。

## 教育目標
- 自主性を重んじ個性の伸長を図る。
- 徳性の体得を図る。
- 学力の向上を図る。
- 体力の充実を図る。

## 出身者
- 宮尾綾香 - プロボクサー
- 相沢早苗 - アナウンサー

## 校章
- 校章 - ウェイバックマシン（2007年9月29日アーカイブ分）
- 桜の文様に高の文字

## 校歌・応援歌
- 校歌 - ウェイバックマシン（2016年3月6日アーカイブ分）（作詞：清水ちとせ 作曲：榊原直）

## 最寄駅
- しなの鉄道しなの鉄道線屋代駅徒歩5分